# Kaple se zvoničkou v Sobíně
Kaple se zvoničkou v Sobíně je kopie ve své oblasti jedinečné neogotické sakrální stavby na pomezí vysoké a rustikální architektury, která byla postavena v roce 1885 podle návrhu V. K. Panoše, zbořena roku 2019 a obnovena roku 2021. Zvon, jež je hodnotnou ukázkou českého zvonařství, pochází z roku 1948. Kapličku, jež byla chráněná jako kulturní památka, v roce 2019 nárazem značně poškodil nákladní vůz a musela být z důvodů narušené statiky zbořena.  V roce 2021 byla obnovena v původní podobě.

## Historie

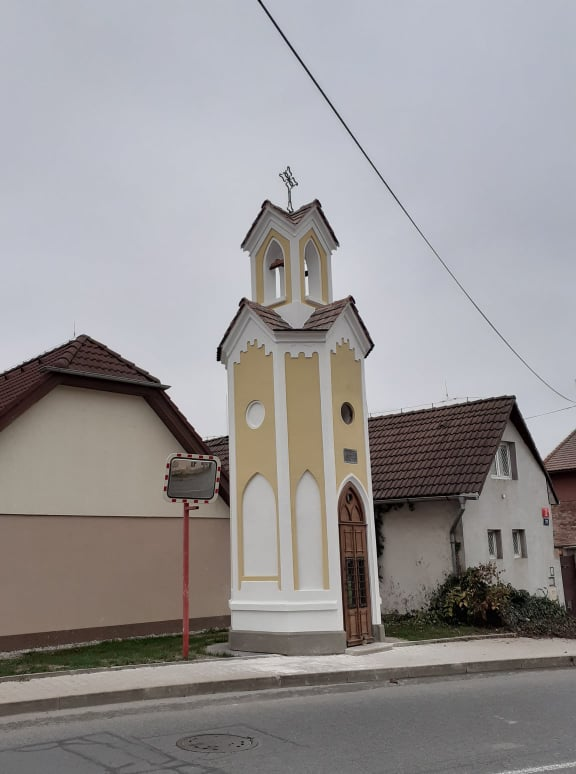
Kaple po obnově, stav listopad 2021

Stavba z roku 1885 byla postavena staviteli Františkem a Josefem Hrdličkovými podle návrhu V. K. Panoše. Původní zvon byl rekvírovaný za války, v roce 1948 byl nahrazen zvonem novým. Od roku 2007 byla stavba památkově chráněna. Dne 12. února 2019 kapličku pobořil nákladní vůz a na doporučení statika byla stavba ještě ten den stržena. Radnice městské části Zličín naplánovala kapli znovu vystavět. Stavba kopie byla dokončena v roce 2021. Stála přibližně 1,2 mil Kč a stavělo se z původních cihel původní technologií na vápennou maltu.

## Umístění a stavební podoba
Kaplička je umístěna v dominantním postavení v centru Sobína. Je postavená v novogotickém stylu na osmiúhelníkovém půdorysu, respektive čtvercovém s výrazným okosením na nárožích. V průčelí je umístěna deska s nápisem „Ke cti a chvále Boží zbudováno od obce Sobínské Léta Páně 1885.“

## Památková ochrana
Od 8. března 2007 byla stavba památkově chráněná jako kulturní památka ČR prohlášením Ministerstva kultury. Šlo o doklad slohového a stavebního vývoje staveb tohoto typu na přelomu vysoké a rustikální architektury. Cenný byl i zvon z roku 1948 z dílny „První moravská zvonárna Brno-Husovice,“ který je hodnotnou ukázkou zvonařství na území ČR. V říjnu 2020 byla památková ochrana zpětně k 1. lednu 2020 ukončena z důvodu zániku stavby.